# Francesc Xavier Puig i Andreu
Francesc Xavier Puig i Andreu (Tàrrega, 11 d'abril de 1936 - Lleida, 4 de març de 1988)
fou un advocat, empresari i polític lleidatà.

## Biografia
Es llicencià en dret per la Universitat de Saragossa i exercí d'advocat i de gestor administratiu. Va ser director-gerent durant 25 anys de la Compañia Leridana de Gas i conseller fundador de SEDIGAS (Sociedad para el Estudio y Desarrollo de la Industria del Gas) i de UNIGAS (Unión de Empresas Distribuidoras de Gas). Va dur a terme la modernització de les instal·lacions de producció de gas, el trasllat de la fàbrica de gas fora del nucli urbà de Lleida i l'ampliació de la capacitat de subministrament de gas a la ciutat. Va col·laborar amb el Departament d'Indústria de la Generalitat de Catalunya en la redacció del Llibre Blanc de l'Energia a Catalunya (1981).
En l'àmbit polític, va ser diputat i vicepresident de la Diputació de Lleida (1974-1979), diputat per Centristes de Catalunya-UCD a les eleccions al Parlament de Catalunya de 1980, secretari del grup parlamentari dels Centristes de Catalunya (1980-1982) i membre de la Diputació Permanent del Parlament de Catalunya (1982-1984). Quan la UCD es va dissoldre passà al Centre Democràtic i Social (CDS) del que va ser vocal de l'Executiva provincial de Lleida (1983-1988).
Fou president de l'Associació de Veïns i Comerciants del Carrer Major de Lleida (1967-1970), vicepresident de la Cambra de Comerç i d'Indústria de Lleida (1968-1976) i vocal de la mateixa fins a l'any 1986, conseller de la Caixa d'Estalvis i Montepio de Lleida (1976-1979), tresorer de la Cambra de la Propietat Urbana de Lleida (1982-1988), vocal de la Unió Esportiva Lleida (1982-1983) i un dels fundadors de l'Aplec del Cargol, essent membre de la primera comissió de govern d'aquesta festa (1980-1981).
En reconeixement del seu compromís cívic té dedicat un carrer a la ciutat de Lleida.